# Michael Florent van Langren
Michael Florent van Langren (latinizirano Florentius Langrenus/Langrenius), belgijski astronom, kartograf, geograf, matematik, kozmograf in inženir, krščen 27. april 1598, morda Amsterdam, Nizozemska ali Mechelen oziroma Antwerpen, Belgija, † maj 1675, Bruselj, Belgija.

## Življenje in delo
Van Langren ni imel univerzitetne izobrazbe. Bil je začetnik selenografije, vede o Luninem površju. Služil je pri španskem kralju Filipu IV.
S pomočjo navideznega Luninega gibanja je poskušal določiti zemljepisno dolžino.
Na svoji Karti Lune iz leta 1645 je prvič dal imena objektom na Lunini površini. Uvedel je približno 325 imen, ki jih je vzel iz Biblije (preroki, svetniki), po članih kraljeve družine, po priimkih imenitnih dvorjanov in slovečih plemičih. Imena se niso dolgo obdržala. Od vseh njegovih imen so se do danes ohranila le tri imena kraterjev: Katarina, Ciril in Teofil. Na njegovi Karti Lune so se pojavila tudi morja. Sedanje Morje hlada je bilo na primer Morje astronomov. Izdelal je Lunine karte v tridesetih različnih menah.
Leta 1652 je opazoval neperiodični komet (C/1652 Y1) in opazovanja objavil.
Izdelal je več zemljevidov Španske Nizozemske in naredil načrt za pristanišče pri Dunkirku, izboljšave pristanišča v Ostendu. Ukvarjal se je tudi z zaščito Bruslja in Antwerpna pred poplavami. Delal je na utrjevanju Bruslja. Izumil je tudi trocevni top.

## Priznanja

### Poimenovanja
Po njem se imenuje udarni krater Langren (Langrenus) na Luni.